# Volta a Suïssa 1947
La Volta a Suïssa 1947 és l'11a edició de la Volta a Suïssa. Aquesta edició es disputà del 16 al 23 d'agost de 1947, amb un recorregut de 1.612,5 km distribuïts en 7 etapes, la primera d'elles dividida en tres sectors i la cinquena en dos. L'inici i final de la cursa fou a Zúric.
El vencedor final fou l'italià Gino Bartali, el qual dominà la cursa de cap a fi. A banda de la general Bartali aconseguí 4 victòries d'etapa i la classificació de la muntanya. L'italià Giulio Bresci i el belga Stan Ockers acabaren segon i tercer respectivament.

## Etapes
| Etapa  | Data       | Recorregut              | Km    | Vencedor d'etapa        | Líder de la general |
| ------ | ---------- | ----------------------- | ----- | ----------------------- | ------------------- |
| 1ª (a) | 16 d'agost | Zúric - Siebnen         | 88,5  | Hugo Koblet (SUI)       |                     |
| 1ª (b) | 16 d'agost | Siebnen - Vaduz (LIE)   | 73,1  | Walter Diggelmann (SUI) |                     |
| 1ª (c) | 16 d'agost | Vaduz (LIE) - Davos     | 83,0  | Gino Bartali (ITA)      | Gino Bartali (ITA)  |
| 2ª     | 17 d'agost | Davos - Bellinzona      | 178,0 | Gino Bartali (ITA)      | Gino Bartali (ITA)  |
| 3ª     | 18 d'agost | Bellinzona - Sion       | 213,0 | Ferdi Kübler (SUI)      | Gino Bartali (ITA)  |
| 4ª     | 19 d'agost | Sion - Biel/Bienne      | 233,4 | Giulio Bresci (ITA)     | Gino Bartali (ITA)  |
| 5ª (a) | 21 d'agost | Biel/Bienne - Lausana   | 158,2 | Robert Lang (SUI)       | Gino Bartali (ITA)  |
| 5ª (b) | 21 d'agost | Lausana - Ginebra (CRI) | 60,6  | Fausto Coppi (ITA)      | Gino Bartali (ITA)  |
| 6ª     | 22 d'agost | Ginebra - Basilea       | 271,6 | Désiré Keteleer (BEL)   | Gino Bartali (ITA)  |
| 7ª     | 23 d'agost | Basilea - Zúric         | 253,1 | Désiré Keteleer (BEL)   | Gino Bartali (ITA)  |

## Classificació final
|    | Ciclista                   | Equip   | Temps       |
| -- | -------------------------- | ------- | ----------- |
| 1  | Gino Bartali (ITA)         | Itàlia  | 47h 35' 55" |
| 2  | Giulio Bresci (ITA)        | Itàlia  | + 21' 16"   |
| 3  | Stan Ockers (BEL)          | Bèlgica | + 24' 33"   |
| 4  | Ferdi Kübler (SUI)         | Suïssa  | + 25' 56"   |
| 5  | Fausto Coppi (ITA)         | Itàlia  | + 40' 06"   |
| 6  | Bruno Pasquini (ITA)       | Itàlia  | + 45' 38"   |
| 7  | Prosper Depred'homme (BEL) | Bèlgica | + 45' 48"   |
| 8  | Jacques Geus (BEL)         | Bèlgica | + 47' 16"   |
| 9  | Ernst Stettler (SUI)       | Suïssa  | + 48' 02"   |
| 10 | Marcel Dupont (BEL)        | Bèlgica | + 51' 58"   |